# Heinz Pielbusch
Heinz Pielbusch (* 1920 in Estland; † November 1991 in Saarbrücken) war ein deutscher Sänger und Schauspieler.

## Leben
Heinz Pielbusch begann seine Bühnenlaufbahn in der Spielzeit 1947/48 am Stadttheater Ulm, wo er anschließend bis zum Ende der Spielzeit 1954/55 zum festen Ensemble gehörte. Zur Spielzeiteröffnung 1950/51 war er dort im Studiotheater der Städtischen Bühnen Ulm als Diener in Jean-Paul Sartres Drama Geschlossene Gesellschaft zu sehen. Ab der Spielzeit 1955/56 war er bis zum Ende der Spielzeit 1960/61 am Stadttheater Saarbrücken engagiert.
Anfang der Sechziger Jahre ging Pielbusch nach Frankfurt am Main ins Engagement. In der Spielzeit 1962/63 spielte er am von Fritz Rémond jr. geleiteten „Kleinen Theater im Zoo“ und am „Theater am Roßmarkt“, dem Vorläufer der späteren Frankfurter Boulevardbühne „Die Komödie“. In den 1960er Jahren gehörte er zum Stammensemble des „Kleinen Theaters im Zoo“. In der Spielzeit 1963/64 spielte er dort an der Seite von Liesel Christ in der Komödie Amphitryon 38 von Jean Giraudoux (als Trompeter) und in dem Lustspiel Pension Schöller. 1965 wirkte er am „Kleinen Theater im Zoo“ in den Aufführungen von Das Stegreifspiel von Versailles und Herr von Pourceaugnac mit. Bis zur Spielzeit 1968/69 war Pielbusch weiterhin jede Saison am „Kleinen Theater im Zoo“ engagiert. 1967 spielte er dort den Verleger Koppe in der Tragikomödie Der Meteor von Friedrich Dürrenmatt.
Neben seinen Frankfurter Auftritten hatte Pielbusch mehrere Gastengagements. Im Sommer 1964 trat er bei den Luisenburg-Festspielen in Wunsiedel als Flaut in der Shakespeare-Komödie Ein Sommernachtstraum (Regie: Heinz-Joachim Klein (1906–1998)) auf. Die Aufführung wurde auch für das Fernsehen aufgezeichnet. In den Spielzeiten 1964/65 und 1965/66 war er am Staatstheater Wiesbaden engagiert, wo er im Mai 1966 als Erster Bürger in Henrik Ibsens Drama Ein Volksfeind zu sehen war. Im Mai 1965 gastierte Pielbusch mit dem Ensemble des Hessischen Staatstheaters Wiesbaden mit dem Stück Die Verfolgung und Ermordung Jean Paul Marats dargestellt durch die Schauspielgruppe des Hospizes zu Charenton unter Anleitung des Herrn de Sade beim Berliner Theatertreffen.
In der Spielzeit 1965/66 gastierte er außerdem am Stadttheater Saarbrücken. In der Spielzeit 1967/68 gehörte er zum Ensemble des Tournee-Theaters „Bühne 64“ (Zürich). In der Spielzeit 1968/69 folgte ein Engagement an den Bühnen der Hansestadt Lübeck. 1969 gastierte er bei den Ruhrfestspielen Recklinghausen.
Ab der Spielzeit 1969/70 war er bis zu seinem Bühnenabschied Mitte der 80er Jahre als Schauspieler und Spielleiter festes Ensemblemitglied im Schauspiel des Saarländischen Staatstheaters Saarbrücken. In der Spielzeit 1980/81 übernahm er am Staatstheater Saarbrücken die Rollen des Hægstadbauern und des Hussein in einer Neuinszenierung von Ibsens Peer Gynt. Zu seinen weiteren Theaterrollen dort gehörte der Willie in Glückliche Tage von Samuel Beckett. Außerdem spielte er den Chef in dem Theaterstück Wildwechsel von Franz Xaver Kroetz.
Pielbusch arbeitete regelmäßig auch für das Fernsehen. 1962 war er in der Fernsehserie Die Firma Hesselbach in der Folge Der Wahrsager (Folge 36) als Kunde in der „Bären-Apotheke“ zu sehen. Ferner wirkte er in dem Spielfilm Eine schöne Bescherung (1963) und in der ZDF-Serie Die Karte mit dem Luchskopf mit. 1966 spielte er in der ZDF-Produktion des Theaterstücks Herr Puntila und sein Knecht Matti (Regie: Rolf Hädrich) mit Mario Adorf und Karin Baal in den Hauptrollen, den Ober.
Pielbusch arbeitete auch häufig als Sprecher für Hörspiele, häufig in Kriminalhörspielen von Lester Powell. Er war 1957 als Sprecher bei dem Kriminalhörspiel Die Dame ist blond, 1959 an dem Hörspiel Die Dame mit den grauen Löckchen und 1971 in der Rolle des Nico an der Produktion Die Dame ist leichtfertig beteiligt. Im Hörspiel Zauberei auf dem Sender von Hans Flesch, das 1962 vom Hessischen Rundfunk neu produziert wurde, wirkte er mit. 1964 sprach er die kleine, aber dramaturgisch nicht unwichtige Rolle des Gärtners in der vom Hessischen Rundfunk produzierten Hörspielfassung des Königsdramas Richard II. von William Shakespeare.
In der von Manfred Sexauer für SR 2 KulturRadio produzierten Sendereihe „zwei rechts - zwei links“ sprach Pielbusch in den 1970er Jahren auch Radiosketche und Parodien.
Pielbusch trat am 12. Oktober 1968 als Plius in der ARD-Samstagabendshow Einer wird gewinnen auf. Er starb im November 1991 in Saarbrücken.

## Filmografie
- 1962: Die Firma Hesselbach
- 1963: Eine schöne Bescherung
- 1964: Ein Sommernachtstraum
- 1965: Die Karte mit dem Luchskopf
- 1966: Herr Puntila und sein Knecht Matti